# زياد جراح
كان زياد جراح (11 مايو 1975 – 11 سبتمبر 2001) أحد أعضاء القاعدة وأحد مرتكبي هجمات 11 سبتمبر. بدوره كطيار مختطف لطائرة يونايتد إيرلاينز، الرحلة رقم 93، حيث تحطمت الطائرة في حقل منطقة ريفية بالقرب من شانكسفيل، بنسلفانيا—بعد انتفاضة ركاب—كجزء من الهجمات المنسقة.
انتقل جراح إلى ألمانيا في عام 1996 بعد تنشئة ثرية وعلمانية. وقد شارك في التخطيط لهجمات 11 سبتمبر بينما كان يدرس في جامعة هامبورغ للعلوم التطبيقية في أواخر تسعينيات القرن الماضي، والتقى محمد عطا ومروان الشحي ورمزي بن الشيبة، ليشكلوا في 1998 ما يُعرف الآن بخلية هامبورغ. تم تجنيد جراح من قِبل أسامة بن لادن للهجمات في عام 1999. من بين الخاطفين، تفرد هو بكونه قريباً من عائلته وصديقته. ويقال إنه كان المختطف الوحيد الذي كان لديه مخاوف كبيرة بشأن القيام بهذه الهجمات.
وصل جراح إلى الولايات المتحدة في يونيو 2000، حيث تدرب في مركز التدريب الجوي لفلوريدا في الفترة من يونيو 2000 إلى يناير 2001، بعد انتقاله إلى فلوريدا من نيوجيرسي.
وفي 7 سبتمبر 2001، سافر جراح من فورت لودرديل إلى نيوآرك. في 11 سبتمبر، استقل جراح طائرة يونايتد إيرلاينز، الرحلة رقم 93، حيث يُعتقد أنه أخذ محل قائد الطائرة، مع بقية فريقه من الخاطفين، والذي ضم سعيد الغامدي وأحمد النعمي وأحمد الحزنوي، الذين حاولوا معاً توجيه الطائرة لترتطم بمبنى الكابيتول الأمريكي، لكن المحاولة فشلت عندما انتفض المسافرون ضد الخاطفين.[b]

## النشأة والتعليم
ولد جراح في بيروت، لبنان لعائلة ثرية. نشأ في الحي الإسلامي في المدينة، الطريق الجديدة، وتلقى تعليمه الابتدائي والثانوي في مدارس تلك المنطقة. كان والديه من المسلمين السنة، على الرغم من أنهم عاشوا نمط حياة علماني. لقد أراد دائماً في طفولته أن يقود الطائرات، لكن عائلته لم تشجع هذه الفكرة. فقد صرح والده بعد أسبوع من الهجمات لصحيفة وول ستريت جورنال، «لقد منعته من أن يصبح طيار»، واستطرد موضحاً، «لدي ابن واحد فقط، وكنت أخاف أن تسقط به الطائرة».
بينما كان جراح لا يزال يعيش في اليمن، وفقا لعائلته، من 1995 إلى 1996، استأجر شخص بنفس الاسم شقة في بروكلين، نيويورك. وادعى أصحاب العقار أنه نفسه زياد جراح كما في صور مكتب التحقيقات الفدرالي.
في ربيع عام 1996، انتقل جراح إلى ألمانيا مع ابن عمه سالم. كانوا هناك لأخذ شهادة دورة في اللغة الألمانية في جامعة غرايفسفالد المطلوبة من الأجانب الذين يدرسون في ألمانيا الذين لا يتكلمون اللغة. وفي أثناء تقاسم شقة مع ابن عمه، أفيد أنه حضر المراقص والحفلات الشاطئية، وانخفض حضوره إلى المسجد. التقى بآيسل شنغون، أمرأة ألمانية المولد من أصل تركي تدرس طب الأسنان، وأصبح الاثنان صديقان حميمان. كانوا يتواعدون من آن لآخر حتى الفترة المتبقية من حياته وعاشوا معا لفترة وجيزة، مما أزعج أصدقائه الأكثر تدينا.
في عام 1997، غادر جراح غرايفسفالد وبدلا من ذلك بدأ بدراسة هندسة الطيران في جامعة العلوم التطبيقية في هامبورغ، بينما كان يعمل في متجر فولكسفاغن للطلاء يقع بالقرب من فولفسبورغ. أثناء وجوده في هامبورغ، استأجر شقة من روزماري كانل، والتي رسمت له صورة كان سيحضرها لأمه في ديسمبر كهدية.
يذكر تقرير لجنة 9/11 أن جراح كان عضوا في خلية هامبورغ جنبا إلى جنب مع محمد عطا والآخرين. غير أنه لم يعش مع أي من الآخرين، ويمكن تأكيد أنه قد التقى بأحداً منهم في هامبورغ في مناسبة واحدة: حفل زفاف سعيد بحجي في مسجد القدس. ولا يعرف مدى علاقاته مع الآخرين.

## التدريب في أفغانستان
في أواخر عام 1999 قرر جراح ومحمد عطا ومروان الشحي وسعيد بحجي ورمزي بن الشيبة السفر إلى الشيشان لمحاربة الجنود الروس. أقنعهم خالد المصري ومحمدو ولد صلاحي في اللحظة الأخيرة بالسفر لأفغانستان للقاء أسامة بن لادن وتدريبهم على الهجمات الإرهابية. وقيل لهم إنهم كانوا في مهمة سرية للغاية وأُمروا بالعودة إلى ألمانيا بعد العملية والتسجيل في مدرسة طيران.[c] في أكتوبر 1999، تم تصوير زياد جراح في حفل زفاف سعيد بحجي مع خاطفين آخرين في 11 سبتمبر، بما فيهم مروان الشحي.
في عام 2006، نشر فيديو يُظهر جراح مع محمد عطا، لا يزال ملتحًا، ويقرأ وصيته في يناير 2000. بعد فترة وجيزة، حلق جراح لحيته وبدأ في التصرف بطريقة أكثر علمانية، وفقا لشنغون. حاول العديد من الخاطفين المستقبليين إخفاء تطرفهم واختلطوا مع السكان. لإخفاء رحلاتهم إلى أفغانستان (التي قد تقلق المسؤولين الأمنيين في المطارات الدولية) أفاد جراح أن جواز سفره سرق في فبراير 2000 وحصل على نسخة فارغة تماماً كما فعل الخاطفون عطا والشحي في الشهر السابق.
انسحب جراح من الجامعة وبدأ في البحث عن مدارس الطيران. وادعى أن هذا كان لتحقيق حلم طفولته بأن يكون طيارًا. بعد البحث في العديد من البلدان، قرر أن أيا من مدارس الطيران في أوروبا كانت مرضية كفاية وبناءاً على نصيحة صديق الطفولة، استعد للانتقال إلى الولايات المتحدة.

## في الولايات المتحدة
يبدو أن جراح دخل إلى الولايات المتحدة الأمريكية في سبع مناسبات منفصلة، أكثر من أي مختطف آخر. في 25 مايو 2000، تقدم بطلب وحصل على تأشيرة B-1/B-2 (زيارة أعمال/سياحة) من الولايات المتحدة لمدة خمس سنوات في برلين. في 27 يونيو 2000، ذهب إلى الولايات المتحدة للمرة الأولى، ووصل إلى مطار نيوآرك الدولي ثم سافر إلى ولاية فلوريدا. حيث التحق بدوام كامل في مركز فلوريدا للتدريب على الطيران في فينيس. لم يتقدم جراح بطلب تغيير حالته من تأشيرة سياحية إلى تأشيرة طالب وبذلك يخالف وضع هجرته.
وقد التحق جراح بمدرسة الطيران لمدة ستة أشهر، من يونيو 2000 إلى 15 يناير 2001. وفي مدرسة الطيران؛ يتذكره كثير من زملائه باعتزاز، واصفين إياه بأنه طيب وجدير بالثقة، ويتذكرونه وهو يشرب البيرة في بعض الأحيان. كان جراح فريداً من بين الخاطفين لأنه لم يعيش مع أي مختطف آخر بل عاش مع طالب ألماني يدعى تورشتن بيرمان. لم يلاحظ بيرمان أن جراح يتصرف بشكل ديني خاص أو سياسياً علناً. كان جراح يقوم أحياناً بالعودة إلى ألمانيا لزيارة صديقته التركية، وهو يتصل بها أو يراسلها بالبريد الإلكتروني كل يوم تقريباً.
وكان جراح قد حصل على رخصته ليحلق على متن طائرة صغيرة في أغسطس 2000، وبدأ التدريب لتسيير الطائرات الكبيرة في وقت لاحق من ذلك العام. سافر إلى صنعاء لزيارة عائلته، ثم إلى ألمانيا لزيارة صديقته شنغون. ثم أعادها معه إلى الولايات المتحدة في زيارة مدتها عشرة أيام، حتى أنها حضرت معه جلسة في مدرسة الطيران. وفي أواخر يناير 2001، سافر مرة أخرى إلى صنعاء لزيارة والده الذي كان مريضاً ثم زار صديقته شنغون في ألمانيا. وعاد إلى الولايات المتحدة مرة أخرى في أواخر فبراير، وكان سلوكه مختلفًا بشكل ملحوظ عن الخاطفين الآخرين الذين قطعوا كل العلاقات العائلية والرومانسية.
في طريق عودته إلى الولايات المتحدة، مرّ عبر الإمارات العربية المتحدة، وفقًا لمسؤولين في ذلك البلد، حيث أُبلغ في البداية أن السلطات قد أجرت مقابلة معه في 30 يناير 2001، بناء على طلب وكالة المخابرات المركزية. ويُزعم أنه اعترف بأنه ذهب إلى أفغانستان وباكستان، على الرغم من أن وكالة المخابرات المركزية قد نفت هذا الادعاء ولم يذكره تقرير لجنة 11 سبتمبر. وصرحت أيضا مدرسة الطيران في فلوريدا أن جراح كان يدرس في المدرسة هناك حتى 15 يناير 2001.
في 6 مايو، سجل جراح في مركز اللياقة البدنية US1 لمدة شهرين، وهو صالة رياضية في دانيا بيتش، فلوريدا—قام لاحقا بتجديد عضويته لمدة شهرين إضافيين—وفي نهاية المطاف كان لديه دروس في القتال قريب المدى مع بيرت رودريغيز. ويعتقد أنه في وقت ما في ذلك الشهر انتقل أحمد الحزنوي، الذي وصل في 8 يونيو، للعيش مع جراح. استأجر جراح شقة جديدة في لاودرديل باي ذا سي بعد أن أعطى كلاً منهم للمالك نسخةً من جوازات سفرهم الألمانية، والتي سلمها لاحقاً إلى مكتب التحقيقات الفيدرالي.
في 25 يونيو، أخذ جراح الحزناوي إلى مستشفى الصليب المقدس في فورت لودرديل بفلوريدا، بناء على نصيحة من المالك تشارلز ليزا له. تم علاج حزناوي من قبل الطبيب كريستوس تسوناس، الذي أعطاه مضادات حيوية لجرح صغير على ساقه اليسرى. وبينما أخبر الموظفين أنه صدم في حقيبة سفر، ذكرت وسائل الإعلام لفترة وجيزة أنها علامة على مرض الجمرة الخبيثة (الأنثراكس)، على أمل إظهار صلة بهجمات الجمرة الخبيثة عام 2001، على الرغم من أن مكتب التحقيقات الفيدرالي تصدى للشائعات في وقت لاحق، مشيرا إلى أن «الاختبار الشامل لم يدعم أن الأنثراكس كان موجودًا في أي مكان كان الخاطفون فيه.»
في منتصف يوليو 2001، تجمع بعض الخاطفين وأعضاء خلية هامبورغ بالقرب من سالو، إسبانيا، لفترة تتراوح بين بضعة أيام تصل إلى بضعة أسابيع. ويبدو أن هناك توترًا بين جراح وعطا حول المؤامرة في مراحلها الاخيرة. وقد اشتكى عطا لبن الشيبة من صعوبة التفاهم مع الجراح وخوفه من انسحابه بالكامل من المؤامرة. في 25 يوليو، سافر جراح إلى ألمانيا على تذكرة ذهاب فقط، والتقى مرة أخرى بصديقته وهي المرة الأخيرة التي رأته فيها. وفي وقت لاحق، التقى ببن الشيبة الذي أقنع جراح بخوض هذه العملية. عاد جراح إلى الولايات المتحدة في 5 أغسطس، على الرغم من أن مصادر أخرى تشير إلى أنه خضع لاختبار الطيران في 2 أغسطس، بعد أن غاب عن حفل زفاف أخته للقيام بذلك. وفي 27 أغسطس، دخل إلى فندق في لوريل، بميريلاند، على بعد ميل واحد فقط من فالنسيا حيث كان أربعة خاطفين آخرين يقيمون هناك. وفي 7 سبتمبر 2001، حلّق جميع الخاطفين الأربعة على متن الرحلة رقم 93 من فورت لودرديل إلى مطار نيوآرك الدولي على خطوط سبيريت الجوية.
في الساعات الأولى من صباح يوم 9 سبتمبر 2001، تم توقيف جراح لتجاوزه أكثر من السرعة المقررة في ولاية ماريلاند وحصل على مخالفة. اتصل جراح بوالديه لاحقا في ذلك اليوم، مشيراً إلى أنه تلقى الحوالة البريدية التي أرسلوها قبل خمسة أيام. أخبرهم أنه يعتزم رؤيتهم في 22 سبتمبر في حفل زفاف ابن عمه.
وفي 10 سبتمبر، أمضى جراح أمسيته الأخيرة في كتابة رسالة إلى آيسل شنغون، كان قد وضع معها خطط الزواج. تم تفسير هذه الرسالة على نطاق واسع على أنها مذكرة انتحار. الرسالة لم تصل إلى «شنغون»؛ وقد دخلت تحت حيز حماية الشهود بعد وقت قصير من وقوع الاعتداءات وكانت شقتها دون حراسة. أعيدت الرسالة إلى الولايات المتحدة من خلال الخدمات البريدية، حيث تم اكتشافها وتسليمها إلى مكتب التحقيقات الفيدرالي.
اشتملت المذكرة على عبارات «فعلت ما كان يفترض أن أفعله» و«يجب أن تكوني فخورة جداً، لأنه شرف وسوف ترين النتيجة وسيكون الجميع سعداء.»
وفقا لأحد المصادر، أقام جراح قمرة قيادة وهمية مصنوعة من علب الكرتون في شقته قبل وقوع الهجمات مباشرةً.

## الهجمات

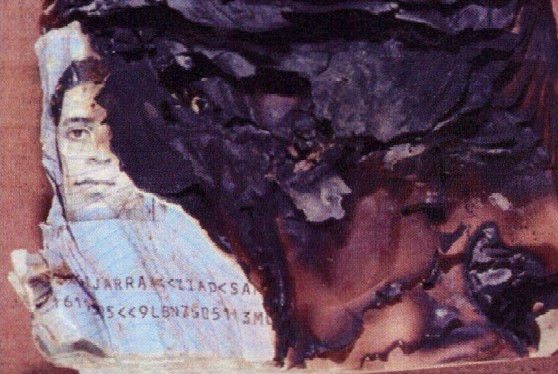
جواز سفر متفحم تم العثور عليه بين حطام رحلة رقم 93

في صباح 11 سبتمبر 2001، استقل جراح وسعيد الغامدي وأحمد النعمي وأحمد الحزنوي طائرة يونايتد إيرلاينز الرحلة رقم 93 من مطار نيوآرك الدولي عند البوابة A17 دون وقوع أي حادث، وجلسوا في مقاعد الدرجة الأولى بالقرب من قمرة القيادة. وقبل صعود الطائرة اتصل زياد جراح بصديقته، آيسل شنغون، من هاتف عام في المطار، مكرراً عبارة «أحبك» مراراً وتكراراً. وبسبب تأخر الرحلة، أقلعت الطائرة في الساعة 8:41 صباحا، قبل خمس دقائق من تحطم طائرة الخطوط الجوية الأمريكية، الرحلة رقم 11 في مركز التجارة العالمي. وقد تم إخطار الطيار والطاقم بالاختطافين الأولين في ذاك اليوم، وقيل لهما أن يكونا في حالة تأهب. وفي غضون دقائق، حوالي الساعة 9:28 صباحًا، تم اختطاف الرحلة 93 أيضًا. وذكرت لجنة 9/11 أن جراح كان الطيار.
وقد سمع صوت الطيار عن طريق مراقبة الحركة الجوية لإبلاغ الركاب بالبقاء جالسين. يعلن جراح عبر الراديو «سيداتي وسادتي: هنا الكابتن. من فضلك اجلس واستمر بالجلوس. لدينا قنبلة على متن الطائرة. لذا اجلسوا». في الساعة 9:39 صباحاً، أعلن الطيار: «هنا الكابتن. أود منكم أن تبقوا جالسين، هناك قنبلة على متن الطائرة وسوف تعود إلى المطار، ولدينا مطالبنا [بنبرة غير واضحة]. الرجاء البقاء هادئين».
وتشير اثنتان على الأقل من المكالمات الهاتفية التي قام بها الركاب إلى أن جميع الخاطفين الذين رأوهم كانوا يرتدون عصابات حمراء، وأشاروا إلى أن أحد الرجال، يعتقد أنه إما «أحمد الحزناوي» أو «أحمد النامي»، كان مربوط حزام ناسف حول جذعه، وادعى أن هناك قنبلة داخله. وقد علم الركاب على متن الطائرة مصير الطائرات المختطفة الأخرى من خلال المكالمات الهاتفية. قرر البعض التصرف خوفا من أن تستخدم طائرتهم أيضا كقذيفة. أحبطت انتفاضة الركاب خطط الإرهابيين، لكنها فشلت في إنقاذ الطائرة. وفقا لتحليل 8 أغسطس 2003، في تحليل تسجيل الطائرة في قمرة القيادة من قبل محققو الولايات المتحدة، حاولت مجموعة من الركاب اقتحام قمرة القيادة. بدأ طيار الخاطفين، جراح، يوجه الطائرة يمينا ويسارا في محاولة لإفقاد المهاجمين التوازن. عندما فشل في ذلك، وقام جراح بأنزال مقدمة الطائرة ثانية الي الامام والخلف. في الساعة العاشرة ودقيقة واحدة أوقف جراح المناورات في الساعة 10.00.03. بعد خمس ثوان، سأل: «هل حانت اللحظة؟ هل سنحطمها؟» ورد خاطف آخر قائلاً: «كلا. ليس بعد. عندما يأتون جميعا سننهي كل شيء». التقط مسجل الصوت بتسجيل صوت الركاب باستخدام عربة الطعام لفتح باب قمرة القيادة. توقف جراح عن المناورات العنيفة في الساعة 10:01:00 وتلا تكبيرات عدة مرات. ثم سأل مختطفاً آخر: «هل ننهي هذا؟ هل نضعها أرضا؟» أجاب الخاطف الآخر: «نعم، أجل، ابدأ، وحطمها». تحطمت الطائرة خارج شانكسفيل، ولاية بنسلفانيا، في الساعة 10:03:11، على بعد 125 ميلاً (200 كلم) من واشنطن العاصمة توفي جميع من كانوا على متنها.
بعد 11 سبتمبر، قامت صديقة جراح، شنغون، بتقديم تقرير لشخص مفقود في بوخوم. أصبح جراح مشتبهاً حيث وجد عملاء مكتب التحقيقات الفدرالي اسم «زياد جراحي» في بيان الرحلة (الحرف الإضافية في النهاية، خطأ إملائي محتمل).

## ادعاءات حول هوية خاطئة
كانت هناك ادعاءات بأن جراح لم يكن خاطف أو أنه لم يكن موجوداً على متن الطائرة وقد سُرقت هويته. وقد أشير إلى أن سلوكه انحرف عن الشكل الذي قدمه الخاطفون الآخرون وأن الركاب أبلغوا عن ثلاثة وليسوا أربعة خاطفين. ومع ذلك، فإن ظهور فيديو في أكتوبر 2006 في 18 يناير 2000، يظهر أن جراح يسجل وصيته إلى جانب محمد عطا قد ألقى بظلال من الشك على مثل هذه الادعاءات.
بعد وقت قصير من هجمات 11 سبتمبر، ادعت العائلة والأصدقاء أن جراح لم يظهر نفس (الاستياء اتجاه السياسة المشتعلة) أو (الاتجاه المحافظ) مثل محمد عطا. لم يثر عن خلفية قناعات دينية ولم يعتنق أسلوب حياة محافظ بشكل واضح. ووصف الموظفون في مدرسة الطيران بأنه (شخص طبيعي). اتصل جراح بعائلته قبل يومين، وصديقته آيسل شنغون قبل ثلاث ساعات من الصعود على متن الرحلة 93 لشركة يونايتد ايرلاينز؛ ووصفت شنغون المحادثة بينهم بأنها «مبهجة» و«طبيعية». وزعمت أيضًا أنه لم يذكر أبدًا أسماء أي من الخاطفين الآخرين. وفي اتصاله قبل يومين من الهجوم، أخبر جراح عائلته أنه سيعود إلى منزله لحضور حفل زفاف ابن عمه. «لا يبدو هذا منطقيا»، زعم عمه جمال وقال انه حتى اشترى بدلة جديدة لهذه المناسبة. زعمت عائلة جراح في لبنان في سبتمبر 2001 أنه راكب بريء على متن الطائرة. عمه جمال جراح وهو حاليا نائب في البرلمان اللبناني وعُين وزير في 18 ديسمبر عام 2016، وعضو في تيار المستقبل، وهو حزب سياسي موال للسعودية بقيادة سعد الحريري. في 2 يناير 2012، وفي مقابلة تلفزيونية على تلفزيون المستقبل نفى النائب جمال جراح تورط ابن أخيه في هجمات 9-11، مشيراً إلى انها مؤامرة.
وفي 23 أكتوبر 2001، زعم جون أشكروفت أن جراح تقاسم شقة في هامبورغ مع محمد عطا ومروان الشحي، رغم أن السلطات الألمانية أخبرت صحيفة لوس أنجلوس تايمز في نفس اليوم أنه ليس لديها أي دليل على أن أي من شقق جراح الثلاث في هامبورغ كانت مرتبطة مع الخاطفين الآخرين. وصرح مسؤول كبير بالشرطة الألمانية، «إن المعلومات الوحيدة التي نربطها بين الثلاثة المشتبه بهم في هامبورغ هي تأكيد مكتب التحقيقات الفيدرالي على وجود صلة.» عندما ظهر شريط فيديو يُظهر عطا وجراح معا في أفغانستان ومن الواضح أنه يربط جراح بأعضاء خلية هامبورغ في أكتوبر 2006.
واختتمت لجنة 9/11 بدون تحديد أن جراح كان مختطفاً على متن الطائرة عندما تحطمت في شانكسفيل بولاية بنسلفانيا.
في أكتوبر 2006، تم نشر شريط فيديو للقاعدة يظهر فيه جراح ومحمد عطا يسجلان وصيتهما في يناير 2000 في قاعدة مزارع تارناك التابعة لأسامة بن لادن بالقرب من قندهار.

## في الثقافة الشعبية
تم تصوير شخصية جراح من قبل الممثل البريطاني خالد عبد الله في فيلم يونايتد 93، والممثل الإيراني دومينيك رينز في فيلم الرحلة 93، وصور جراح على انه الشخصية الرئيسية في فيلم خلية هامبورغ، الذي يؤديه الممثل كريم صالح.